# Philip Alexius de László

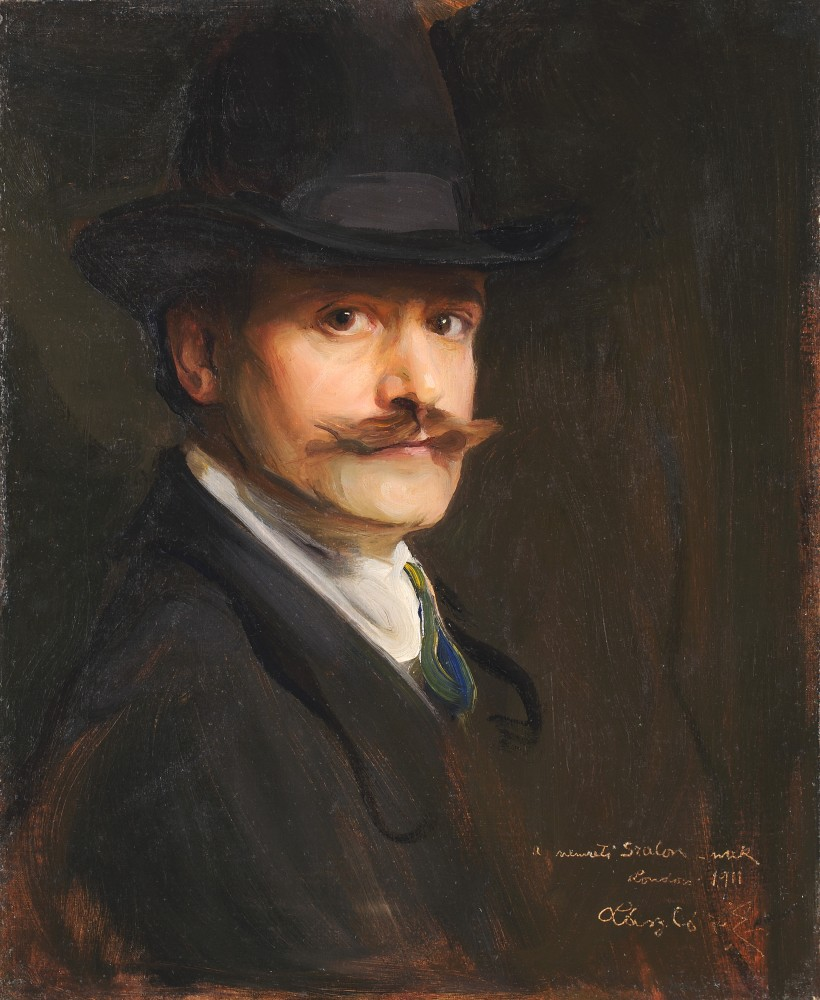
Zelfportret, 1911

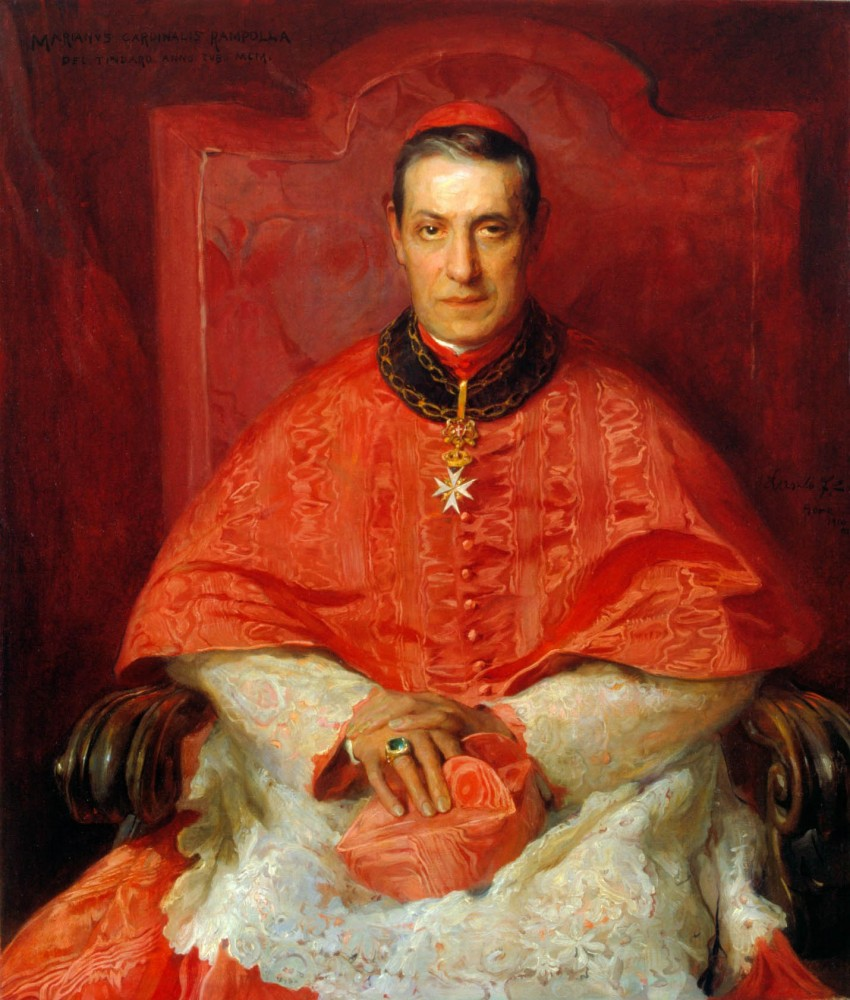
Een typisch portret van László, Kardinaal Mariano Rampolla

Philip Alexius de László (Boedapest, 30 april 1869 - Londen, 22 november 1937), geboren als de Joodse kleermakerszoon Laub Fülöp Elek kreeg in 1891 de achternaam László. In 1912 verhief de Hongaarse apostolisch Koning Frans Jozef I hem in de Hongaarse adelstand en werd zijn naam Philip Alexius de László de Lombos. Hij was een in het interbellum befaamd portretschilder. Hij vervaardigde in heel Europa, ook in Nederland en België portretten. Veel van zijn modellen waren aristocraten en leden van koninklijke families. Hij portretteerde de Engelse koningin Elizabeth en Lord Louis Mountbatten. de László werkte ook in Nederland.

## Levensloop
Als jonge man studeerde de jonge Laub Fülöp Elek bij Bertalan Székely en Károly Lotzaan de kunstacademie. Hij voorzag in zijn levensonderhoud als assistent en leerling van een fotograaf. Na studies in München en Parijs werd hij een succesvol portretschilder. In 1903 ging hij in Wenen wonen en in 1907 in Londen waar hij veel succes had. In 1907 nam de Britse koning hem op in zijn huisorde, de Koninklijke Orde van Victoria. In 1912 verhief de Oostenrijkse keizer, apostolisch koning van Hongarije hem in de adelstand als "Philip Alexius László de Lombos". De familie nam later de naam "de László" in plaats van "de Lombos" aan.
In 1917 en 1918 werd Philip Alexius de László een jaar lang geïnterneerd door de Britse regering. Men meende dat hij door brieven aan zijn broer en moeder te sturen contact met de vijand had gezocht. De omstandigheid dat hij door de Oostenrijkse keizer was geridderd en de Oostenrijks-Hongaarse minister van Buitenlandse Zaken graaf Berchtold had geportretteerdmaakte hem eveneens verdacht.
In 1936 kreeg László een hartaanval. De volgende hartaanval in 1937 was fataal. Hij had nog kunnen meewerken aan een geautoriseerde biografie die in 1939 verscheen.
László was in 1900 met de rijke aristocrate Lucy Madeleine Guinness getrouwd. Het paar was al sinds 1892 verliefd maar haar familie had het huwelijk jarenlang tegen weten te houden. Het paar kreeg zes kinderen, van wie een aantal huwelijken binnen de Engelse aristocratie sloot. Er zijn zeventien kleinkinderen.

## Galerij

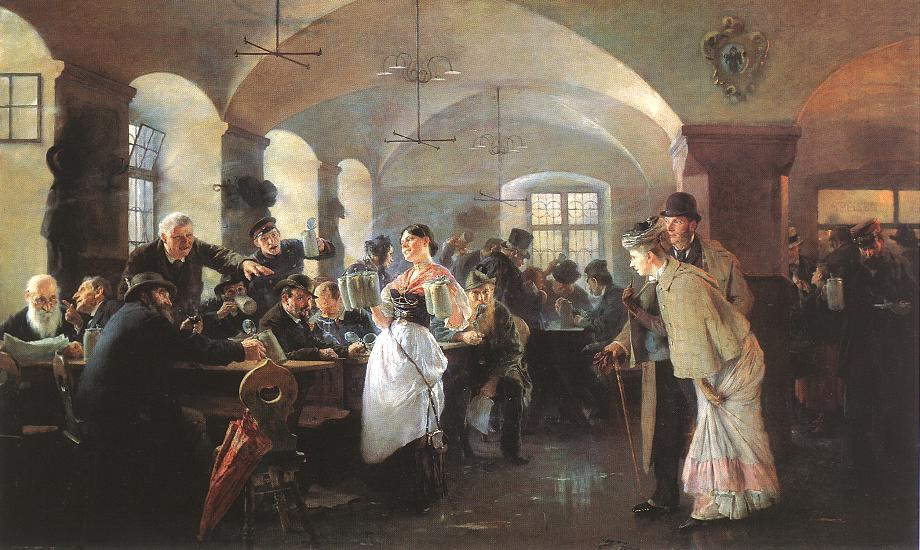
Het Hofbräuhaus in Munchen, 1892
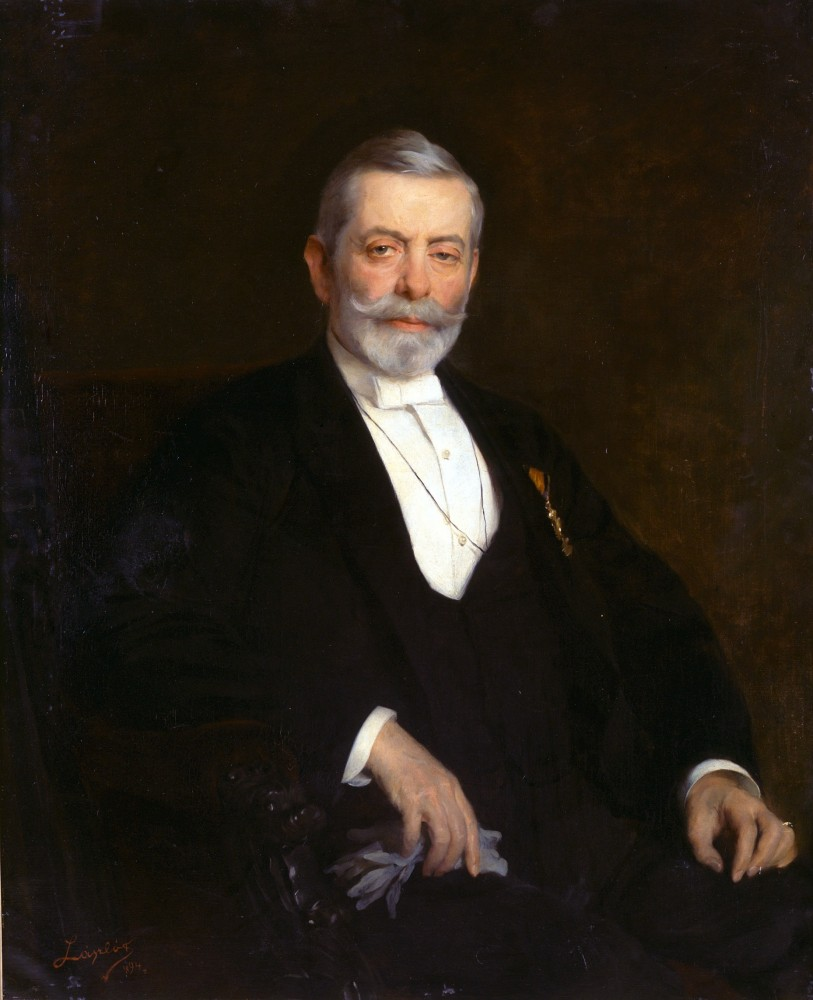
Ignaz Wechselmann, Hongaars architect, 1894
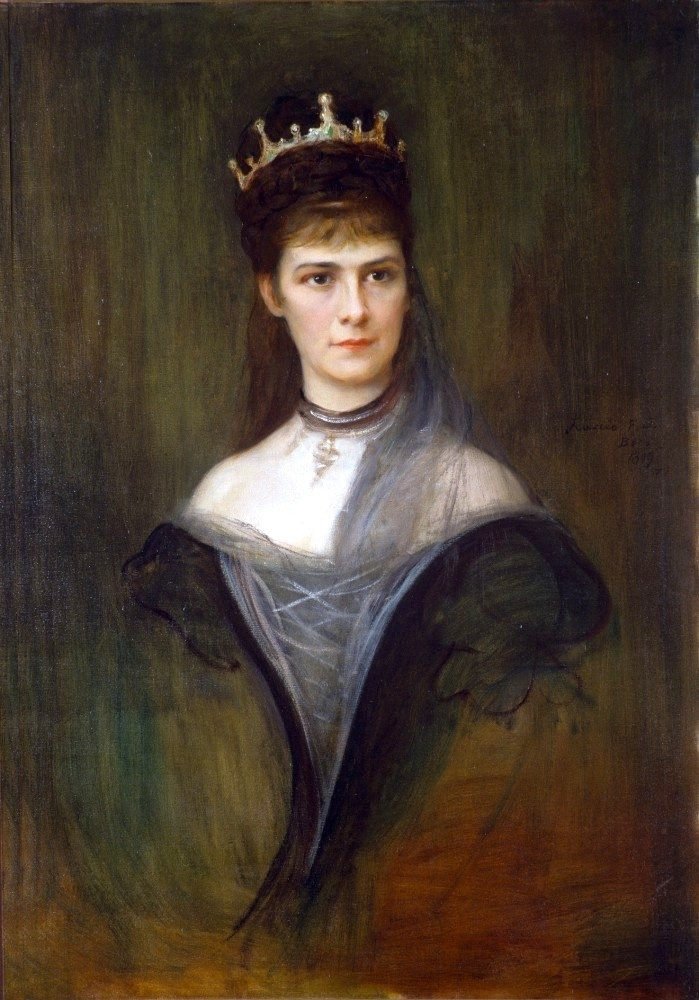
Keizerin Elizabeth van Oostenrijk, vóór 1898
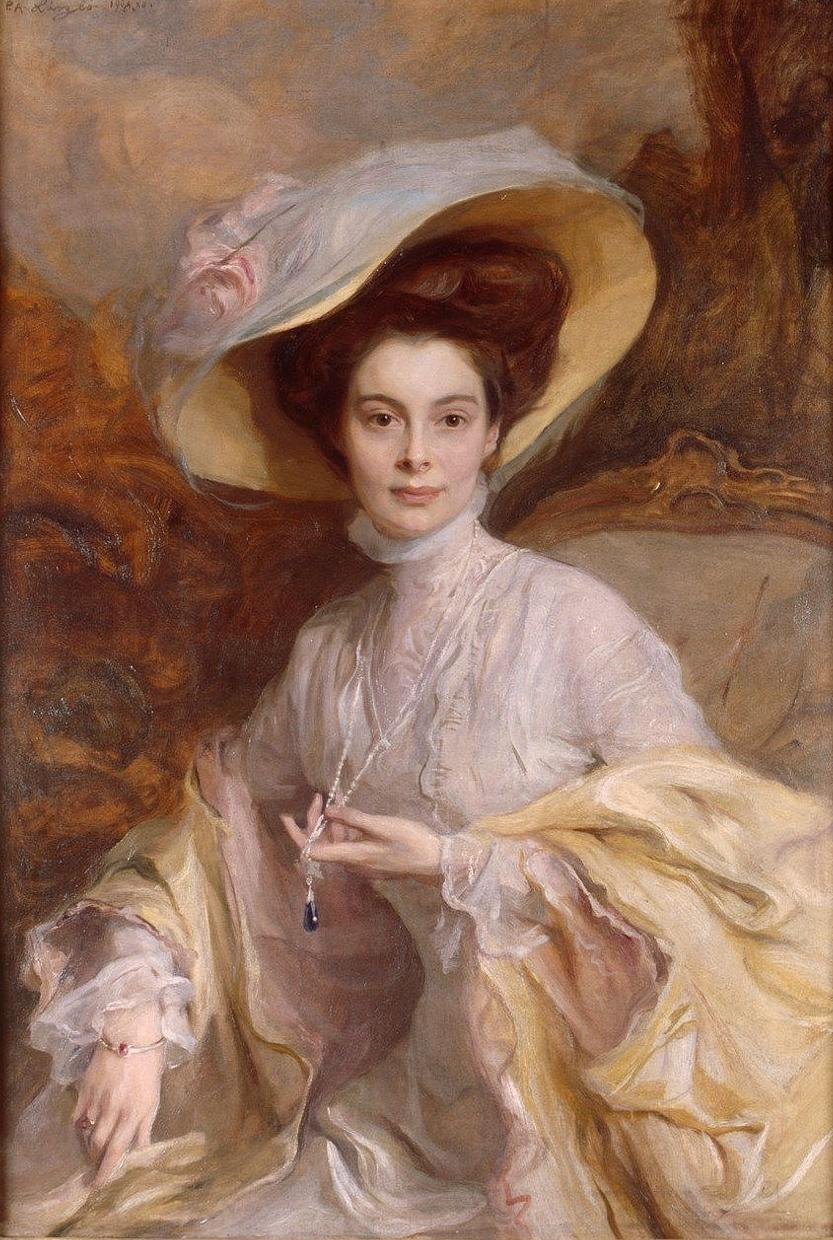
De Duitse kroonprinses Cecilie, 1908
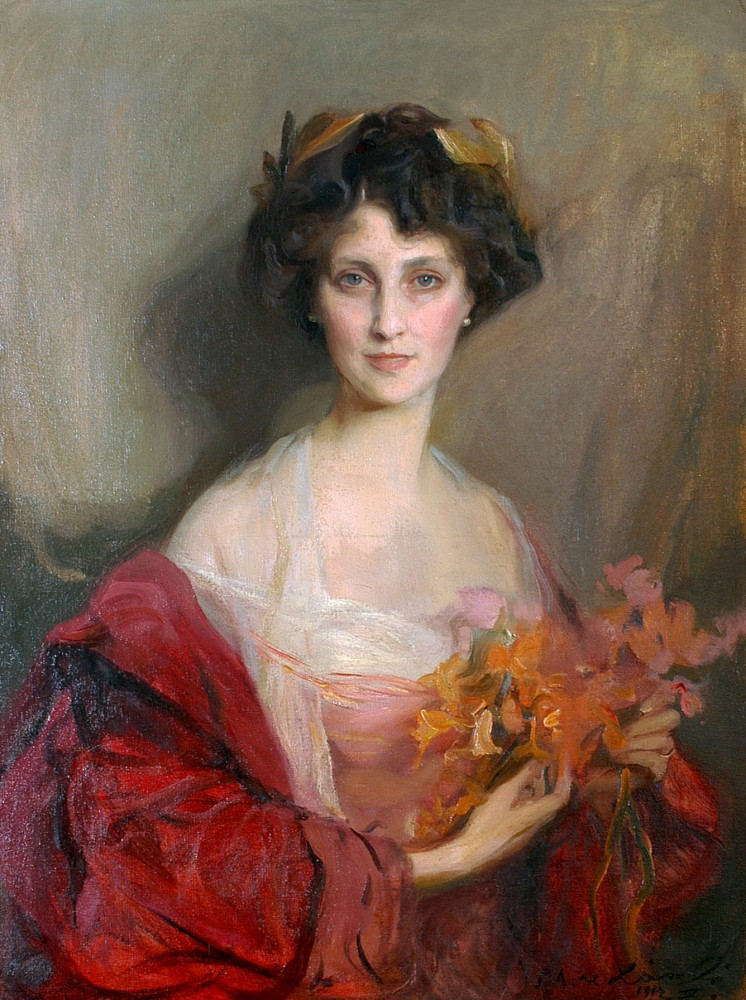
Winifred Cavendish-Bentinck, Hertogin van Portland, 1912
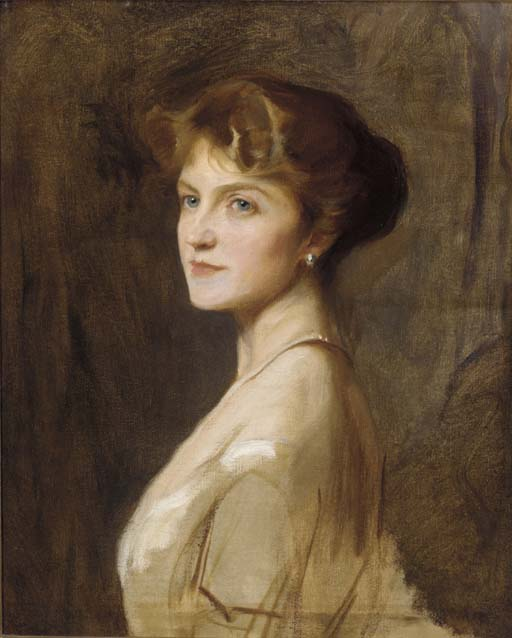
Ivy Cavendish-Bentinck, Hertogin van Portland, 1915

## Geportretteerde personen
László schilderde honderden portretten waaronder die van:
- Anny Ahlers (1933)[5]
- Graaf Albert Apponyi (1897)
- Mary Arbuthnot
- Lady Pamela Peto
- Frans Jozef I van Oostenrijk (1896)
- Arthur Balfour[6]
- Graaf Leopold Berchtold (1907)
- Sir Henry Birchenough
- Lady Brocket[6]
- Sir Ernest Cassel (1900)
- Graaf en Gravin Jean de Castellane (1899)[7]
- Edith Vane-Tempest-Stewart (later Markiezin van Londonderry) (1913)
- William Cavendish-Bentinck, 6e Hertog van Portland[6]
- Sir Austen Chamberlain (1920)
- Charles Clare[6]
- Elisabeth, Hertogin van Clermont-Tonnerre (1902)[8]
- Calvin Coolidge[9]
- George Curzon, 1e Markies Curzon of Kedleston[6]
- Randall Davidson, aartsbisschop van Canterbury[6] (1926)[10]
- Sir Alfred East[6]
- Wilhelm II van Duitsland[6] (1908)[11][12]
- Mrs Archie Graham (née Dorothy Shuttleworth)[6]
- De hertog en hertogin van Gramont (1902)[13]
- Corisade de Gramont (1902)[14]
- Prins Andreas van Griekenland (1913)
- Prinses Alice van Battenberg (1907)[15]
- Constantijn I van Griekenland
- Grootvorstin Elena Vladimirovna van Rusland
- Olga Konstantinovna van Rusland (1914)
- De Archimandriet Gregorius (1894)
- Daniela Grunelius
- Lucy Guinness[6]
- Prins Chlodwig zu Hohenlohe-Schillingsfürst (1899)
- Paus Innocentius X[6]
- Joseph Joachim[6]
- Hudson Kearley, 1e Burggraaf Devonport[6] (1914)
- Arnold Keppel, 8e Graaf van Albemarle[6]
- Jan Kubelík[6]
- Cosmo Gordon Lang, aartsbisschop van Canterbury (1932)[6][16]
- Johnny de László[17]
- Philip de László
- Stephen en Paul de László[18]
- Paus Leo XIII (1900)[19]
- James Lowther, 1e Burggraaf Ullswater[6]
- Mrs Geoffrey Luttrell
- James Robert Dundas McEwen (1915)[20]
- Mary Frances Dundas McEwen (1913/14)[21]
- Andrew W. Mellon (1931)[22]
- Baronesse Conrad de Meyendorff (née Nadine Vladimimova Louguinine)[6]
- Gilbert Elliot-Murray-Kynynmound, 4e graaf van Minto
- Louis II van Monaco[23]
- Edwina Mountbatten, Gravin Mountbatten van Burma (1924)[24]
- Louis Mountbatten, 1e markies van Milford Haven[6] in 1910
- Louis Mountbatten, 1e Graaf Mountbatten van Burma (1925)[25]
- William Waldegrave Palmer, 2e Graaf van Selborne[6]
- Joseph Ferguson Peacocke, aartsbisschop van Dublin (1908)[26]
- Professor Vittorio Putti (c.1925)[27]
- Frederick Roberts, 1e graaf Roberts[6]
- Theodore Roosevelt (1910)[28]
- Helene van Griekenland en Denemarken
- Vita Sackville-West[6] (1910)
- Mrs George Owen Sandys née Dulcie Redford[6]
- Charles Alexander, groothertog van Saksen-Weimar-Eisenach (1898)
- Alfons XIII van Spanje (1927)[29]
- Victoria Eugenia van Spanje (vijfmaal) (1910)[30][31][32][33][34]
- Louise Mountbatten 1907[35]
- Desmond Trouton[6]
- Alexandra van Denemarken als Brits koningin[6]
- Prinses Alice, Gravin van Athlone (1929)[36]
- Arthur van Connaught en Strathearn (1937)
- Edward VII van het Verenigd Koninkrijk
- George VI van het Verenigd Koninkrijk (1931 als hertog van York)[37]
- Prins George Hertog van Kent (1934)[38]
- Prinses Louise, Hertogin van Argyll[6] (1915)
- Princess Marina, Duchess of Kent (1934)[39][40]
- Vita Sackville-West
- Robin Vane-Tempest-Stewart, 8e Markies van Londonderry[6] (1911)
- Lady Wantage
- Ignaz Wechselmann (1894)[41]
- Sándor Wekerle (1896)
- Lady Wernher[6]
- Princes Xenia Georgievna van Rusland, 1915 [42]
- Robert d’Ursel (1920)
- Antonine Marie de Mun (1926)
- Gravin Hedwige d’Ursel (1929)